# Frank Schoeman
Frank Schoeman (né le 30 juillet 1975 au Cap en Afrique du Sud) est un footballeur international sud-africain, qui évoluait au poste de défenseur.

## Biographie
Frank Schoeman commence sa carrière en 1997 avec le club des Bush Bucks, avant de rejoindre l'Europe deux ans plus tard et le club danois du Lyngby BK. En 2002, il termine sa carrière avec le club du Mamelodi Sundowns.
Avec la sélection sud-africaine, il joue en tout 13 matchs entre 1999 et 2001, et il est convoqué pour participer aux éditions 2000 et 2002 de la Coupe d'Afrique des nations.